# Neostichopus grammatus
Neostichopus grammatus is een zeekomkommer uit de familie Stichopodidae.
De wetenschappelijke naam van de soort werd in 1923 gepubliceerd door Hubert Lyman Clark.